# 마이바티스
마이바티스(MyBatis)는 자바 퍼시스턴스 프레임워크의 하나로 XML 서술자나 애너테이션(annotation)을 사용하여 저장 프로시저나 SQL 문으로 객체들을 연결시킨다.
마이바티스는 아파치 라이선스 2.0으로 배포되는 자유 소프트웨어이다.
마이바티스는 IBATIS 3.0의 포크이며 IBATIS의 원 개발자들이 포함된 팀에 의해 유지보수되고 있다.

## 사용법
SQL 문은 XML 파일이나 애너테이션에 저장되어 있다. 아래는 마이바티스 매퍼를 기술하며 일부 마이바티스 애너테이션이 있는 자바 인터페이스를 구성한다:
```
package
 
org.mybatis.example
;

public
 
interface
 
BlogMapper
 
{

    
@Select
(
"select * from Blog where id = #{id}"
)

    
Blog
 
selectBlog
(
int
 
id
);

}

```

위의 문은 다음과 같이 실행된다.
```
BlogMapper
 
mapper
 
=
 
session
.
getMapper
(
BlogMapper
.
class
);

Blog
 
blog
 
=
 
mapper
.
selectBlog
(
101
);

```

SQL 문들과 매핑들은 다음과 같이 XML 파일로 표면화할 수 있다.
```
<?xml version="1.0" encoding="UTF-8" ?>

<!DOCTYPE mapper PUBLIC "-//mybatis.org//DTD Mapper 3.0//EN" "http://mybatis.org/dtd/mybatis-3-mapper.dtd">

<mapper
 
namespace=
"org.mybatis.example.BlogMapper"
>

    
<select
 
id=
"selectBlog"
 
parameterType=
"int"
 
resultType=
"Blog"
>

        
select
 
*
 
from
 
Blog
 
where
 
id
 
=
 
#{
id
}

    
</select>

</mapper>

```

문들은 마이바티스 API를 사용하여 실행할 수도 있다.
```
Blog
 
blog
 
=
 
session
.
selectOne
(
"org.mybatis.example.BlogMapper.selectBlog"
,
 
101
);

```

더 자세한 사항은 마이바티스 사이트의 사용자 안내서를 참조할 것. (외부 링크)

## 같이 보기
- 하이버네이트
- IBATIS
- JDBC
- 자바 퍼시스턴스 API
- IBM DB2
- Hydrate
- 스프링 프레임워크
- ActiveJPA